# Afroligusticum claessensii
Afroligusticum claessensii är en växtart i släktet Afroligusticum och familjen flockblommiga växter. Den beskrevs av Cecil Norman som Peucedanum claessensii, och fick sitt nu gällande namn av Pieter J. D. Winter 2008.
Arten är en perenn ört som växer i sydöstra Afrika, från Tanzania i norr till Moçambique i söder.